# Кей Сато (політик)
Кей Сато (нар. 4 липня 1979 року) — японський політик, член Палати радників з 2016 року, який представляє префектуру Нара.

## Кар'єра
Сато народився 4 липня 1979 року в префектурі Нара. У 2003 році закінчив економічний факультет Токійського універститету, пізніше отримав диплом Університету Карнегі-Меллона і Школи права Гулд при Університеті Південної Каліфорнії, США.
Після навчання Сато отримав роботу в Міністерстві внутрішніх справ і комунікацій у 2003 році. У 2011 р. перейшов в муніципальні органи влади Хітаті-Ота, Ібакарі, став генеральним директором відділу політичного планування, згодом і відділу по загальним питанням. У 2014 році став виконувальним секретарем спеціального радника прем'єр-міністра. У 2016 році вибраний членом Палати радників, як представник префектури Нара, отримавши 292 440 голосів.
8 липня 2022 року колишній прем'єр-міністр Сіндзо Абе виступав з промовою в Нарі на підтримку кампанії по перевибору Сато. Під час виступу Абе був застрілений нападниками.